# Сара Керриган
Са́ра Луи́за Ке́рриган (англ. Sarah Louise Kerrigan),  Королева Клинков (англ. Queen of Blades), — главный персонаж и одна из протагонистов серии компьютерных игр и романов StarCraft от Blizzard Entertainment.
Керриган впервые появляется в стратегической игре реального времени StarCraft как офицер одной из воюющих сторон — расы терранов, представляющей собой альтернативное человечество вымышленной вселенной серии. Из-за предательства её захватывает другая игровая раса — насекомоподобные зерги, которые превращают её в жуткое злобное существо — Королеву Клинков, сочетающую признаки террана и зерга. В ходе развития сюжета игрового дополнения StarCraft: Brood War она освобождается от контроля своих создателей и сама захватывает власть над Роем зергов. В новеллизациях Uprising и «Крестовый поход Либерти» более подробно описана жизнь Керриган до её преображения, в то время как роман Queen of Blades дополняет её образ Королевы Клинков. Её история продолжается в игре StarCraft II: Wings of Liberty, в финале которой герои возвращают Саре Керриган человеческий облик. В дополнении StarCraft II: Heart of the Swarm Керриган играет центральную роль. События между Wings of Liberty и Heart of the Swarm, в том числе развитие отношений Сары и Джима Рейнора, описывает новеллизация «Точка возгорания». В эпилоге Legacy of the Void Сара Керриган получает силу зел’нага и в итоге уничтожает Амуна — главного антагониста серии.
Создателями персонажа являются геймдизайнеры Крис Метцен и Джеймс Финни. Керриган была озвучена Глинис Толкен Кэмпбелл в игре StarCraft и дополнении Brood War, а в выпущенном продолжении StarCraft II: Wings of Liberty она говорит голосом Триши Хелфер. В локализованной русской версии StarCraft II (а так же в StarCraft: Remastered и Heroes of the Storm) Керриган озвучила Полина Щербакова.
Как один из главных персонажей серии, Керриган удостоилась похвал критиков за реалистичность и глубину образа. Она причислена к списку 50 лучших женских персонажей в истории компьютерных игр на Tom’s Games, а опрос на GameSpot поставил Керриган на первое место среди лучших игровых злодеев.

## Создание персонажа

Первоначальный облик Керриган, нарисованный Крисом Метценом

Керриган была создана геймдизайнерами Blizzard Entertainment Крисом Метценом и Джеймсом Финни (англ. James Phinney). Именно Метцен придумал её узнаваемый облик, однако на внешность персонажа в более поздних работах оказали влияние другие художники Blizzard — Сэмуайз Дидье и Глен Рэйн (англ. Glen Rane). Первоначально основанная на образе Тани Адамс из серии Command & Conquer: Red Alert, Керриган была названа в честь американской фигуристки Нэнси Керриган. На начальном этапе разработки не предполагалось делать её главным персонажем, её появление планировалось только в одной миссии. Однако образ героини очень понравился разработчикам, и в итоге они решили отвести одноразовому персонажу намного бо́льшую роль.
Многие черты заражённой Керриган, в особенности её волосы, навеяны образом горгоны Медузы из греческих мифов. В одном из эпизодов StarCraft Керриган заявляет Зератулу, тёмному тамплиеру протоссов, что «способна взглядом превратить его в пепел»; мифической же Медузе приписывалась возможность одним своим взглядом превращать людей в камень. В дополнение к этому, до официального анонса StarCraft II носил кодовое название «Medusa». После своего преображения Керриган провозгласила себя Королевой Клинков, под этим титулом она представлялась другим персонажам, и в какой-то момент он стал синонимом её имени. Крис Метцен пояснил, что, согласно задумке разработчиков, такое самоназвание должно внушать почтение; предназначение клинкового оружия — рубить врага на куски, поэтому такой титул является подходящим для Керриган, которой предназначено стать величайшим орудием Сверхразума зергов.
Глинис Толкен Кэмпбелл (англ. Glynnis Talken Campbell), озвучивавшая Керриган, описала изменение личности Керриган в процессе мутации как «превращение из хорошей девочки в злобную стерву». В интервью она также заметила, что при озвучивании ей не пришлось менять свой голос так сильно, как изменилась внешность персонажа. Уникальный голос Королевы Клинков был получен путём двойного наложения голоса актрисы, а также добавлением многочисленных хрипов, рычания и пронзительных крикливых нот. Кроме того, Кэмпбелл заявила, что будь она сценаристом фильма или автором романа по вселенной StarCraft, она бы описала отношения Керриган и Джима Рейнора — главного протагониста серии — как состоящие из восхищения, жертвенности и «спасения задниц друг друга», нежели как фактический роман, поскольку природа StarCraft'а предполагает динамичное развитие сюжета. Глинис полюбился озвученный ею персонаж, она даже написала несколько рыцарских романов под псевдонимом Sarah McKerrigan. Несмотря на то, что Толкен Кэмпбелл первоначально подтвердила своё возвращение в StarCraft II и даже озвучила Керриган в нескольких промороликах, разработчики впоследствии отказались от её кандидатуры, о чём актриса сообщила порталу SCLegacy.com. Незадолго до BlizzCon 2009 появилась информация, что это Карен Страссмэн (англ. Karen Strassman). Актриса подтвердила, что именно она заняла место Глинис. Опровергая эти слухи, разработчики на конференции представили публике новую Сару Керриган. Ею оказалась Триша Хелфер, наиболее известная ролью сайлона Номер Шесть в сериале «Звёздный крейсер „Галактика“».
В локализованной русской версии StarCraft II Керриган озвучила Полина Щербакова. Обозреватель портала GameCOD высоко оценил её работу над образом в Heart of the Swarm, отметив «идеальный баланс пафоса, ярости и тоски в голосе».

## Характеристика персонажа

### Личность
Из-за своего крайне высокого пси-потенциала (за всю историю терранов известны только трое столь одаренных людей) Керриган ещё ребёнком была использована военными Конфедерации терранов в программе по изучению пси-способностей; в руководстве пользователя StarCraft говорится, что у неё никогда не было шанса на нормальную жизнь. Жестокие изнурительные тренировки и использование нейроимплантатов для контроля над её способностями сделали её замкнутой и нелюдимой женщиной. Несмотря на это, Керриган не раз доказывала, что является храбрым солдатом и опытным тактиком. Она показана нравственным персонажем, примером служит её негативное отношение к тактике использования зергов против сил Конфедерации. Однако после перерождения Керриган освобождается от каких бы то ни было моральных запретов — так же как и от заложенных конфедератскими учёными психологических барьеров, — на волю вырывается тёмная сущность её души. Дав оценку поведению Керриган, сайт WomenGamers.Com назвал её «злобной, жестокой, хитрой, вероломной, насмешливой и самоуверенной», что в сочетании с её врождённым интеллектом делает её необычайно расчётливой и коварной интриганкой. Керриган также стала физически более агрессивной, её наслаждение ближним боем настолько велико, что в одном из эпизодов романа Queen of Blades она начинает рассеянно слизывать с пальцев кровь своих жертв. Перерождение Керриган затронуло и её стиль общения. Если, будучи терраном, она предпочитала деловой и разговорный стили, то, став Королевой Клинков, перешла на возвышенный стиль с архаическими конструкциями, свойственный также Сверхразуму зергов. Даже желая обидеть собеседника (Тассадара), она не прибегает к разговорным выражениям.

### Облик

Усилиями художников Blizzard облик Королевы Клинков значительно изменился по сравнению с первоначальными эскизами Криса Метцена

Керриган до заражения описывается как изящная и смертельно опасная женщина, чрезвычайно быстрая и атлетичная, с нефритово-зелёными глазами и ярко-рыжими волосами, обычно собранными в хвост. Роман Queen of Blades описывает её черты лица как слишком грубые, чтобы быть красивыми, но при этом привлекающие внимание и отлично подходящие для её личности. Керриган редко можно было увидеть без её брони — облегающего защитного костюма, специально разработанного для «призраков» и оборудованного персональным маскирующим устройством. Находясь не при исполнении, она носила лёгкую рабочую майку, потёртые хлопковые брюки с серой кожаной курткой и высокими кожаными ботинками. Но даже в такие моменты Керриган невозможно представить безоружной, при ней всегда был хотя бы боевой нож.
Мутация привела к значительным изменениям внешнего вида Керриган. При сохранении роста, телосложения и черт лица, её кожа, согласно описанию из Queen of Blades, стала пёстро-зелёной и покрылась блестящим защитным панцирем. Глаза её поменяли цвет с натурального зелёного на ярко-жёлтый, волосы превратились в сегментированные, как лапы насекомых, отростки. Пальцы Королевы Клинков вооружены втяжными когтями. У преображённой Керриган также выросли «крылья», состоящие из продолговатых сегментированных шипов, которые достигают уровня колен. Наравне с когтями Керриган использует в ближнем бою и свои крылья, буквально разрывая ими противников на части.
Хотя в статье WomenGamers.com заражённая Керриган и была названа монстром, от некоторых критиков и фанатов она удостоилась эпитетов «симпатичная» и даже «сексуальная». Это всецело заслуга художников Blizzard, стараниями которых внешний вид Керриган менялся от одной иллюстрации к другой. Так для Рождества 1998 года Сэмуайз Дидье нарисовал Королеву Клинков в откровенном наряде Санта-Клауса, существенно увеличив при этом размер её груди, а в работе другого художника Королева Клинков щеголяет стильными органическими каблуками. Квинтэссенцией развития образа персонажа стала статуя в натуральную величину, изготовленная для конференции BlizzCon 2008 Стивом Вангом (англ. Steve Wang) вместе с помощниками. Керриган также упоминал в качестве примера гиперсексуальной героини стратегий ведущий проектировщик StarCraft II Дастин Броудер, уточнив, что у Blizzard было намерение создавать персонажей, которые бы «выглядели круто», как в комиксах.

### Игровые характеристики
В StarCraft Керриган представлена двумя юнитами: уникальным юнитом терранов Sarah Kerrigan («Сара Керриган» — модифицированный юнит «призрак») в первой кампании (доступна для управления в пятой, седьмой, девятой миссиях), и уникальным юнитом зергов Infested Kerrigan («Зараженная Керриган») во второй кампании (доступна для управления с четвёртой по шестую и в восьмой миссиях). В StarCraft: Brood War представлен только юнит Infested Kerrigan. Она доступна для управления только в четвёртой миссии первой кампании (эпизод IV), но в нескольких миссиях появляется в сюжетных вставках как управляемый компьютером персонаж.
Спрайт Sarah Kerrigan отличается от стандартного «призрака» очертаниями фигуры и длинными рыжими волосами. Боевые характеристики значительно усилены относительно «призрака» (250 очков здоровья по сравнению с 45, 250 очков энергии относительно 200, 30 единиц урона относительно 10), как и «призрак», юнит способен атаковать наземные и воздушные цели. Способности стандартны для этого типа юнитов — Cloaking (невидимость) и Lockdown (блокировка вражеской техники), но отсутствует Nuclear strike (наведение ядерной ракеты).
Спрайт Infested Kerrigan уникален. Боевые характеристики юнита ещё более увеличены (400 очков здоровья, 250 очков энергии, 50 единиц урона), но отсутствует способность атаковать воздушные цели стандартной атакой. Как все юниты зергов, Infested Kerrigan регенерирует с течением времени. Изначально Infested Kerrigan обладает способностями Cloaking (аналогична таковой у Sarah Kerrigan), Consume (поглощение дружественных юнитов для восстановления очков энергии — аналогична таковой у юнита зергов «осквернителя») и Ensnare (замедление вражеских юнитов — аналогична таковой у юнита зергов «королевы»). После пятой миссии эпизода II приобретает способность Psionic storm («псионный шторм», поражение площади электрическими зарядами — аналогична таковой у юнита протоссов «высшего тамплиера»).
В StarCraft II: Wings of Liberty Керриган представлена уникальным юнитом-героем зергов «Королева Клинков» (англ. Queen of Blades), и появляется только в миссиях «Фактор Мебиуса» и «Ставки сделаны» как управляемый компьютером персонаж. Модель «Королевы клинков» уникальна. Боевые характеристики юнита очень высоки (1000 очков здоровья, 250 очков энергии, максимум 150 единиц урона). Так же как у Infested Kerrigan из первой игры серии отсутствует способность атаковать воздушные цели стандартной атакой, с течением времени юнит регенерирует. Способности юнита не совпадают с таковыми у Infested Kerrigan, за исключением «псионного шторма». «Королева Клинков» при этом обладает уникальными способностями Implosion («имплозия» — обездвиживание и разрушение механических юнитов) и Deep Tunnel (способность перемещаться для атаки под землёй), а также способностями «закопаться», как все наземные юниты зергов, и «детектор» (обнаружение невидимых юнитов — как у юнита зергов «надзирателя»).
В StarCraft II: Heart of the Swarm Керриган представлена уникальным юнитом-героем. В первой половине кампании она выглядит как юнит терранов (во второй и третьей миссиях она вооружена винтовкой «призрака», начиная с четвёртой она начинает разить врагов молниями), а во второй половине кампании принимает облик Истинной Королевы Клинков. Керриган обладает различными активными и пассивными способностями, которые открываются при получении опыта по мере прохождения миссий.

## Появления в играх и книгах

### StarCraft
Первое появление Сары Керриган в StarCraft'e происходит в середине первой кампании игры. На момент знакомства с последним магистратом (англ. Magistrate, высшее должностное лицо) планеты Мар-Сара (игроком) это двадцатишестилетняя девушка-«призрак» — прошедшая суровую подготовку псионик терранов, эксперт в области разведки и убийств. Выполняя задание Арктура Менгска, предводителя повстанческой группировки «Сыны Корхала», она и Джим Рейнор организуют восстание на отдалённой колонии Антига Прайм путём убийства местных глав господствующей Конфедерации терранов. В ответ Конфедерация блокирует планету, на которой одновременно появляются насекомоподобные зерги. Менгск приказывает скептически настроенной Керриган использовать пси-излучатель — украденную технологию Конфедерации, которая приманивает к себе зергов. Привлечённые им орды прорывают блокаду, что позволяет «Сынам Корхала» сбежать. Ближе к концу первой кампании войска повстанцев напрямую атакуют столичный мир Конфедерации, Тарсонис. Во время операции Менгск, не советуясь со своими офицерами, применяет пси-излучатели, чтобы обеспечить полное уничтожение планеты. Прибывших в систему зергов атакуют протоссы, псионически одарённая инопланетная раса, которая пыталась остановить завоевания и дальнейшее распространение Роя. Отряд во главе с Керриган отправляется предотвратить попытку протоссов помешать зергам. После успешного выполнения миссии на позиции войск Керриган обрушивается лавина тварей Роя, и Менгск приказывает игнорировать просьбы Керриган об эвакуации, оставив её и её отряд на растерзание зергам. Рейнор и магистрат-игрок со своими солдатами дезертируют из войск Менгска, считая Керриган погибшей.

Лейтенант Керриган незадолго до заражения. Кадр ролика из StarCraft II: Wings of Liberty

Однако Керриган не погибла. В начале второй кампании Сверхразум зергов приказывает своему новосозданному церебралу (игроку) защищать хризалиду, в котором, по его словам, содержится его величайшее творение. Через некоторое время на принадлежащей зергам планете Чар из хризалиды вылупляется Керриган, мутировавшая под действием гиперэволюционного вируса в уникальное существо, сочетающее признаки террана и зерга — Королеву Клинков. Рейнор, привлечённый на Чар психическими эманациями Керриган, излучаемыми во время пребывания в хризалиде, терпит неудачу при попытке спасти её. Тем не менее, заражённая Керриган щадит его, поскольку не видит в нём угрозы. После проникновения на научную станцию терранов она восстанавливает потенциал своих пси-способностей, который был ограничен в процессе её подготовки как «призрака». Благодаря возросшим возможностям Керриган чувствует присутствие на Чаре Тассадара, командующего флота протоссов. Тассадар отвлекает на себя внимание Королевы Клинков, в то время как его соратник, тёмный тамплиер (неразим) Зератул убивает церебрала Зашжа (англ. Zasz) при помощи незнакомой зергам пси-энергии. Это приводит к кратковременной ментальной связи между Зератулом и Сверхразумом, которому удаётся узнать из воспоминаний Зератула местонахождение родного мира протоссов, Айура. Сверхразум немедленно отправляет туда церебрала-игрока и бо́льшую часть Роя, а Керриган задерживается на Чаре, чтобы выследить Тассадара и Зератула.

### StarCraft: Brood War
В Brood War Керриган играет более важную роль, поскольку со смертью Сверхразума от рук Тассадара в финале StarCraft'а она обретает полную независимость и прикладывает все усилия, чтобы стать единственным лидером Роя зергов. Ближе к середине первой кампании (эпизод IV) она неожиданно появляется на принадлежащей тёмным тамплиерам протоссов планете Шакурас, куда бежали и уцелевшие в битве на Айуре кхалаи, и предлагает союз, который протоссы принимают. Сообщив им о растущем на планете Чар новом Сверхразуме, она использует протоссов для уничтожения мешающих ей стай зергов. Добившись своих целей, Керриган вмешивается в конфликт между Зератулом и другим лидером протоссов, судьей Алдарисом, восставшим против него, убивает Алдариса, и Зератул разрывает союз с ней.
Она также приобретает соратника в лице предположительно заражённого террана-«призрака» Самира Дюрана, который под видом союза с прибывшими силами Объединённого Земного Директората (ОЗД) на самом деле старается помешать выполнению их планов по порабощению зергов и установлению контроля над галактическим сектором Копрулу. Тем не менее, во второй кампании дополнения (Эпизод V) войскам Директората успешно удаётся захватить новый Сверхразум.
В последней кампании (Эпизод VI) Керриган использует угрозу со стороны ОЗД как вескую причину для создания коалиции с Менгском, Рейнором и его новыми союзниками-протоссами. Бывшие враги объединяются против захватчиков с Земли, однако Королева Клинков вскоре предаёт своих союзников и наносит крайне болезненный удар по войскам Рейнора и Менгска, убив в том числе претора протоссов Феникса и генерала Доминиона Эдмунда Дюка. Сопровождаемая лейтенантом Дюраном, она возвращается на Шакурас, чтобы похитить матриарха тёмных тамплиеров Рашжагал, и затем использует её для шантажа Зератула. Тёмному тамплиеру приходится уничтожить новый Сверхразум на Чаре, после чего все зерги попадают под контроль Керриган. Зератул пытается спасти Рашжагал, но в итоге понимает, что та всё это время находилась под ментальным контролем Королевы Клинков, и принимает решение убить матриарха. Керриган, удивлённая его поступком, сохраняет ему жизнь, надеясь, что Зератула будет мучить совесть об убийстве Рашжагал. После этого её покидает Дюран, а позиции зергов на Чаре подвергаются атаке со стороны флота протоссов под командованием Артаниса, остатков экспедиционного корпуса ОЗД во главе с адмиралом Жераром Дюгаллем и флота Менгска. Несмотря на численное превосходство противника, Керриган наносит своим старым врагам сокрушительное поражение и уничтожает остатки флота Директората, становясь таким образом в финале игры доминантной силой в секторе Копрулу.

### StarCraft II: Wings of Liberty
Керриган появляется и в StarCraft II, о чём ещё задолго до выхода игры свидетельствовало её присутствие в трейлере, на обоях и в концепт-артах. На конференции BlizzCon в августе 2007 года Крис Метцен пояснил, что в годы после Brood War Керриган переместилась на Чар, оттянув обратно большую часть зергов, и с тех пор вела себя тихо. У неё достаточно сил для уничтожения всех врагов, однако вместо этого она создала иллюзорное состояние мира в секторе. Метцен также проявил интерес к вопросу, осталось ли в Керриган что-то человеческое, или надежда на это давно потеряна. В специальном интервью для сайта StarCraft Legacy геймдизайнер пояснил, что отступление Керриган обратно на Чар не связано с её подозрениями по поводу Дюрана, который, как выяснилось к концу Brood War, втайне от неё проводил эксперименты по созданию гибридов протоссов и зергов. Королеве Клинков немногое известно о нём, но после Brood War она решила поломать голову над его загадкой и понять, какие мотивы им движут. На BlizzCon 2008 Керриган была показана в двух роликах, первый раз — во время атаки на город терранов, а второй — в пещерах, где Зератул изучал древние руны; при встрече Керриган намекает, что ждала его.
В StarCraft II: Wings of Liberty Керриган выступает в роли антагониста. Игрок впервые видит Королеву Клинков в телевизионном репортаже журналистов Доминиона терранов, рассказывающем о полномасштабном наступлении зергов. Она лично возглавила свои войска для нападения на колонии терранов. Джим Рейнор полагает, что она «пришла завершить начатое», то есть взять под полный контроль сектор Копрулу. Вскоре Рейнор и его старый друг Тайкус Финдли сталкиваются с Королевой Клинков лично. Во время поиска артефактов зел-нага для научного фонда Мёбиуса герои уводят очередной артефакт у неё из-под носа, после чего им приходится спасать своих нанимателей от зергов Керриган. Оказывается, именно охота за артефактами пришельцев является истинной причиной её нападения на колонии терранов. Собрав большую часть артефактов, герои летят на встречу с заказчиками, за которыми к их удивлению стоит сын императора Менгска — Валериан Менгск. По его словам, найденные артефакты являются частями единого целого, а собрав их все, можно превратить Королеву Клинков обратно в Сару Керриган.
В какой-то момент на корабле Рейнора появляется Зератул и вручает ему кристалл, содержащий воспоминания о недавних странствиях тёмного прелата. Из них Рейнор узнаёт о пророчестве, предвещающем возвращение зел-нага и последующий за этим апокалипсис. Пытаясь найти какую-то информацию о нём, Зератул столкнулся с Королевой Клинков, которая тоже узнала о пророчестве и, по её словам, смирилась с подобным будущим: «Мир обречён. И когда пробьёт час… Я приму свою судьбу». В итоге оказалось, что именно Керриган — единственная надежда трёх рас на выживание.
В финале объединённые силы Рейнора, Валериана и генерала Доминиона Горация Ворфилда атакуют центральную планету зергов — Чар. Неся огромные потери, им удаётся пробиться к главному улью Королевы Клинков и активировать собранный артефакт. Волна энергии огромной силы уничтожает окружающих зергов. После боя Рейнор и Финдли находят Керриган, к которой вернулся человеческий облик (за исключением волос — вместо них остались хитиновые выросты). Выполняя условие сделки с Арктуром Менгском, Финдли пытается убить её, однако Рейнор закрывает Керриган от выстрела и сам убивает Тайкуса.

### StarCraft II: Heart of the Swarm
В Heart of the Swarm, первом дополнении к Wings of Liberty, Керриган выступает в роли протагониста. В большинстве миссий однопользовательской кампании она присутствует непосредственно на поле боя под управлением игрока. Ведущий геймдизайнер StarCraft II Дастин Броудер отметил, что с учётом сверхспособностей Керриган, её отсутствие в миссиях было бы сравнимо с «отсутствием Супермена в игре про Супермена».
После возвращения Керриган человеческого облика Рейнор доставляет её в секретный исследовательский центр на планете Умоджа, управляемый Валерианом Менгском. Во время проведения экспериментов, призванных выяснить, насколько Керриган сохранила способность управлять зергами, на центр нападают силы Доминиона под командованием Новы Терры. Керриган и Валериану удаётся ускользнуть, в то время как Рейнор попадает в плен. Вернувшись на его поиски, Керриган слышит объявление Менгска о том, что Рейнор был схвачен и казнён, и это приводит её в отчаяние и ярость.
Она начинает собирать разрозненные стаи зергов, чтобы вновь объединить Рой под своим контролем и отомстить Менгску. К ней присоединяются её бывшие ближайшие слуги — Изша (уникальная особь зерга женского пола, выполняющая функции банка памяти и адъютанта Королевы), мать стаи Загара (ученица и протеже Керриган), владыка эволюции Абатур (некогда руководивший перерождением Керриган в Королеву Клинков). В ходе своей мстительной кампании Керриган жестоко расправляется с силами Доминиона на Чаре, но все же щадит отступающих раненых по просьбе умирающего генерала Ворфилда.
Вскоре Керриган находит Зератул, ищущий возможность предотвратить грядущий конец света, и убеждает её отправиться на Зерус, родину зергов, где изначальные зерги (предки зергов Роя) до сих пор постоянно эволюционируют. Прибыв на планету, Керриган узнаёт, что некогда падший зел-нага Амун похитил большое количество зергов с Зеруса, изменил их и превратил в Рой, с которым сталкиваются и по сей день. Керриган, рискуя жизнью ради обретения огромной силы, помещает себя в хризалиду в первом омуте рождения зергов, из которой выходит вновь, став Истинной Королевой Клинков, ещё более могущественной, чем была раньше, и подчиняет себе всех изначальных зергов на Зерусе.
Менгск связывается с ней и сообщает, что Рейнор жив и у него в заложниках. Он угрожает убить Рейнора, если Керриган начнёт войну против Доминиона. Желая ослабить силы Доминиона, Керриган атакует секретную лабораторию некоего доктора Наруда, в чём ей помогает бывший вице-адмирал ОЗД Алексей Стуков, землянин, превращённый Нарудом в уникального зараженного террана — сохранившего свободу воли. Наруд называет себя слугой Амуна, утверждает, что Амун возвратится, и в смертельной схватке с Керриган принимает сначала облик Джима Рейнора, а потом — её самой до перерождения в Королеву Клинков: «Я — всё, что ты потеряла».
С помощью Валериана и рейдеров Рейнора Керриган освобождает его, однако Джим, несмотря на её заверения в любви к нему, отвергает её, обвиняя в смерти Феникса и миллионов невинных, говоря, что это всё было зря, из-за того, что она вновь стала зергом. Восстановив полный контроль над Роем зергов, Керриган начинает атаку на столичный мир Доминиона Корхал, чтобы раз и навсегда покончить с Менгском, дав Валериану время на эвакуацию гражданского населения. Встретившись с императором лицом к лицу, Керриган едва не терпит поражение, когда тот использует артефакт зел-нага, недавно вернувший ей человеческий облик, однако Рейнор останавливает его, позволяя Королеве Клинков убить Менгска и свершить тем самым свою долгожданную месть. Победив Доминион и помирившись с Рейнором, Керриган прощается с ним и вместе с Единым Роем покидает Корхал, чтобы противостоять надвигающемуся вторжению Амуна в сектор Копрулу.

### Starcraft II: Legacy of the Void
В этом дополнении Сара Керриган появляется всего три раза: в прологе, где она громит базу Корпуса Мёбиуса с помощью Роя, пока Зератул освобождает пленных протоссов, в миссиях на Ульнаре, где она вместе с Артанисом пытается узнать секреты храма и найти уцелевших представителей расы зел-нага, а затем помогает дэлаамам спасти своего иерарха, попавшего в ловушку Амуна, и в эпилоге, где ей уделена ключевая роль. Высший зел-нага Урос передаёт ей свою эссенцию вечности, превращая Сару Керриган в зел-нага нового цикла. В этом облике Керриган окончательно уничтожает Амуна, а через два года возвращается к Джиму Рейнору в своей человеческой форме, после чего они оба уходят в неизвестном направлении, навстречу счастливой жизни. С тех пор их больше никто и никогда не видел.

### Heroes of the Storm
Сара Керриган, Джим Рейнор и некоторые другие сквозные персонажи серии StarCraft стали героями онлайн-стратегии Blizzard Heroes of the Storm (кроссовер вселенных Warcraft, Diablo, StarCraft и Overwatch). Дастин Броудер в интервью порталу Rock, Paper, Shotgun упомянул, что в игре некоторое внимание может быть уделено отношениям Сары и Джима, и сказал, что их разговоры между собой в разных игровых ситуациях позабавят игроков.

### Книги
Керриган появляется в нескольких романах по вселенной StarCraft, которые значительно расширяют её предысторию до времени действия первой игры. Роман Uprising описывает обучение Керриган на призрака с ранних лет, где она подвергается значительному психологическому насилию со стороны своего конфедератского тренера, лейтенанта Рамма. Когда она была маленькой девочкой, произошёл несчастный случай, скорее всего связанный с её необычными способностями, в результате которого мать Керриган погибла, а отец оказался в вегетативном состоянии. После этого инцидента она боится использовать свои псионические способности и в результате не подчиняется Рамму, когда тот требует продемонстрировать её силу, даже когда он угрожает убить её отца. В конечном счёте Керриган подчиняют при помощи нейроимплантатов и используют в качестве лучшей в Конфедерации убийцы до тех пор, пока её не спасает Арктур Менгск (чей отец, сенатор Ангус Менгск, был одним из убитых Керриган). В романе также говорится о её увлечении Сомо Хангом, одним из пехотинцев Сынов Корхала, однако в ходе повествования тот погибает.
Романы «Крестовый поход Либерти» и Queen of Blades, представляющие собой новеллизацию Эпизодов I и II StarCraft’а соответственно, рассказывают в том числе и о действиях Керриган. «Крестовый поход Либерти» развивает подразумевавшиеся в игре отношения между Сарой и Джимом Рейнором, тогда как Queen of Blades призван показать полностью изменённую зергами Керриган, её освобождение от старых запретов и норм морали, и влияние этих событий на её бывшего возлюбленного, Рейнора.
Кроме того, Королева Клинков ненадолго появляется в новеллизации Гэбриэля Места Shadow of the Xel’Naga, действие которой разворачивается между событиями StarCraft и Brood War. В этой книге она пытается завладеть артефактом древней расы зел-нага на независимой колонии терранов Bhekar Ro, однако терпит неудачу, когда случайно активированный артефакт уничтожает её войска. Керриган также замечена в романе Shadow Hunters, втором из трилогии The Dark Templar Saga, которая служит прелюдией к StarCraft II. Почувствовав сплетение разумов человека и поколений протоссов, вызванного протагонистом Джейком Рэмси в первом романе, Керриган посылает за ним своих зергов, попутно заражая полумертвого Этана Стюарта, дельца с чёрного рынка и главного антагониста трилогии. Эта атака — первое проявление активности зергов за прошедшие годы, и она вызывает подозрения Арктура Менгска, который задаётся вопросом, что же могло послужить причиной для нападения.
В романе «Точка возгорания», описывающем события, происходящие между Wings of Liberty и Heart of the Swarm, особое внимание уделено возобновлению романтических отношений Сары и Рейнора.

### Другое
Керриган должна была появиться в серии комиксов по вселенной Starcraft, однако серия была закрыта до того, как это случилось. Наследником комиксов должен был стать не получивший названия графический роман писателя Саймона Фурмана (англ. Simon Furman) с иллюстрациями художника Blizzard Вея Вонга (англ. Wei Wong) о противостоянии Королевы Клинков и «призрака» Доминиона Новы. Но в 2013 году появилось сообщение о «замораживании» этого проекта, хотя и с надеждой на воскрешение в будущем.
Изображение Королевы Клинков можно встретить на различных сопутствующих товарах, среди которых футболка от Jinx, сумка от Razer и коврик для мыши от SteelSeries. В марте 2012 года была выпущена коллекционная фигурка высотой 12 дюймов производства DC Direct.
В 2012 году перед офисом Blizzard в Версале была установлена статуя Керриган, аналогичная ранее созданной Стивом Вангом статуе для конференции BlizzCon 2009.

## Юмор разработчиков
Как и многие другие игры Blizzard, StarCraft содержит в себе набор «пасхальных яиц». Одно из них пришло из Warcraft 2: если долго кликать на одном юните, то после стандартных реплик он начнёт произносить скрытые. Керриган до заражения при этом отшучивается, а Королева Клинков грозится лично расправиться с надоедливым игроком. В World of Warcraft также присутствует секрет, связанный с Керриган. Её лицо можно увидеть на приборной панели лесозаготовочной машины (крошшера) гоблинов. Кроме того, на классическом сайте Battle.net существует пасхальное яйцо в виде голограммы Керриган, произносящей фразу «Help me Jim Raynor… you’re my only hope!» («Помоги мне, Джим Рейнор… ты моя единственная надежда!»). Для активации необходимо нажать на круглый объект в самом низу страницы. Это аллюзия на послание принцессы Леи из Звёздных войн.
В 1997 году в Blizzard зародилась традиция рисовать к праздникам шутливые обои. Первым стал зерг с накладной бородой и в красной шапке к Рождеству, а на следующий год в образе Санты Сэмуайз Дидье нарисовал Королеву Клинков. В 1999 году она вновь появилась на рождественских обоях, на этот раз в компании представителей всех рас StarCraft, орка из Warcraft и Диабло из Diablo. После длительного перерыва Керриган появилась на рождественской открытке 2008 года, где Дидье поместил её в окружении злодеев других игр Blizzard. Диабло из Diablo II на открытке весьма добр, а Артас и Иллидан из Warcraft III спорят за право пойти на свидание с Керриган, «самой эксцентричной девушкой сектора Копрулу».
С 2001 года у компании в дополнение к рождественской появилась традиция первоапрельских розыгрышей. Не обошла она стороной и Королеву Клинков. В День дурака 2010 года Blizzard анонсировала игру для мобильных платформ Queen’s Quest, представляющую собой квест с Керриган в качестве главного героя. Название пародирует некогда популярную серию игр King's Quest от Sierra Entertainment, а графика и интерфейс выполнены по образцу квестов Sierra 80-х годов. По заверениям разработчиков, игра «распространяется на 17 дискетах, имеет звуковое сопровождение в ритме джаза и революционную схему управления», а игрока ждёт «экзотический мир в 16 цветах».

## Керриган в сторонних произведениях
В 2007 году шведская мелодик-дэт-метал-группа Avatar записала для альбома Schlacht песню All Hail the Queen, восхваляющую один из юнитов зергов — «королеву». В 2009 году они вновь вернулись к теме StarCraft'a, и на своём новом альбоме первой поместили композицию Queen of Blades, на этот раз посвящённую Королеве Клинков. Песня написана от лица Роя зергов, прославляющих свою предводительницу, ведущую их на войну с человеческой расой. В песне Королева Клинков описана как «крылья, что несут нас, рука, что вытащила нас из нашего сна, она — ответ, она — зов, она — запах, за которым мы следуем» (англ. The wings that carry us / The hand that pulled us / Out of our sleep / She is the answer / She is the call / She is the scent we'll follow).
В пятой серии восьмого сезона американского сериала «Офис» (2011 год) Дуайт Шрут, один из главных героев, славящийся своей эксцентричностью, оделся на Хеллоуин в костюм Королевы Клинков. В других сериях он появлялся также в костюмах ситха и Джокера. Онлайн-журнал The Escapist отметил этот факт как свидетельство тенденции в американских популярных ситкомах делать аллюзии для гиков.

## Отзывы
Образ Керриган был положительно принят как критиками, так и фанатами. Королева Клинков неоднократно привлекала к себе внимание игровой прессы. Онлайн-издание WomenGamers.Com описало её как «одну из самых убедительно драматических и приятно злых женщин, когда-либо замеченных в компьютерной игре», отметив что хотя Керриган можно легко отнести к стереотипу «злобной стервы», её трудная и противоречивая жизнь делает её более сложной личностью, чем может показаться на первый взгляд. В результате персонаж вызывает «и симпатию, и ненависть игрока». Сайт также дал высокую оценку качеству озвучивания Толкен Кэмпбелл, а итоговая оценка персонажа составила 8.4/10 баллов. В своей рецензии на StarCraft журналисты IGN обратили внимание на эволюцию персонажа Керриган в ходе сюжета, назвав её незабываемой и описав её трансформацию как «леденящую душу».
В преддверии выхода StarCraft II: Wings of Liberty посвящённая героине статья была напечатана в журнале «Мир фантастики». Как и в англоязычных изданиях, Керриган причислена к плеяде самых ярких игровых злодеев, а также названа самым ярким персонажем оригинальной игры. Журнал также отметил, что в её образе «переплетаются сексуальность и таинственность, хитрость и целеустремлённость, сила и двуличие», а таланту управлять позавидовал бы «Государь» Макиавелли.
Wings of Liberty получила высокие оценки игровых порталов и журналов, в том числе российских, однако рецензент Absolute Games подверг игру значительной критике. В частности он отметил шаблонность сюжета, назвал второстепенных персонажей «картонными», и удивился изменению характера Керриган:
На прочих фронтах колосится маразм. Керриган — Королева Клинков, сочетающая людское коварство и ненасытный аппетит зерга, — оставила наполеоновские планы по захвату космоса и ударилась в эмо-фатализм. Подозреваю, по вечерам угрюмая девушка слушает Tokio Hotel в обнимку с ручным гидралиском.
Брайан Киндреган, один из главных сценаристов StarCraft II, объясняет в своём интервью фатализм Керриган как ожидаемую реакцию на тяжёлую ситуацию, в которой она оказалась.
Кроме того, Королева Клинков занимала высокие места в разнообразных рейтингах (в основном, в рейтингах злодеев, реже — в рейтингах женских персонажей) со времён выхода первой игры серии. Так, в 1999 году посетители GameSpot поставили Керриган на второе место среди лучших злодеев компьютерных игр. Участники голосования восхищались кардинальной трансформацией Керриган, её жестокостью и политическими способностями манипулировать другими, а также похвалили озвучивание Толкен Кэмпбелл. В 2006 году IGN присудили Керриган пятое место среди наиболее запоминающихся игровых злодеев, перечислив различные деяния, которые она совершила после перерождения, включая подчинение своей воле расы зергов, заражение множества миров и предательство своих союзников. В 2007 году Керриган была причислена к списку 50 лучших женских персонажей в истории компьютерных игр на Tom’s Games, описавших её как «одновременно сексуальную, зловещую и симпатичную» личность, являющуюся одним из «самых обворожительно сложных и запоминающихся персонажей всех времён». В 2008 году Керриган и Сверхразум оказались восьмыми в списке 47 самых дьявольских злодеев компьютерных игр по версии журнала PC World как предводители расы, ставшей важной вехой в истории компьютерных игр: способной заражать другие биологические виды и давшей англоязычное название («zerging») стратегии быстрого нападения дешёвыми юнитами. В 2009 году австрийский журнал GamingXP также не забыл про Королеву Клинков при составлении рейтинга десяти лучших злодеев компьютерных игр. Назвав Керриган «самым могущественным персонажем во всей вселенной StarCraft», журнал присудил ей четвёртое место. Незадолго до выхода StarCraft II, в начале 2010 года Королева Клинков попала ещё в два рейтинга: в десятку самых известных и опасных злодеев компьютерных игр от PC World, и в рейтинг ста игровых злодеев IGN, где Керриган заняла 17-е место.
После выхода StarCraft II: Wings of Liberty, в сентябре 2010 года на GameSpot было проведено ещё одно состязание на звание величайшего игрового злодея всех времён. Голосование проводилось по дуэльной системе в несколько раундов, всего в нём было представлено 64 персонажа. Читателям каждый раз предлагалось выбрать одного из пары злодеев, победитель переходил в следующий раунд. Обогнав ряд соперников, включая Боузера из серии Mario и Джокера из игр про Бэтмена, Керриган оказалась в финале, где с перевесом в 50 тысяч голосов выиграла у Дарта Вейдера из вселенной Звёздных Войн. В то же время российский портал MGnews.ru, составив свою десятку лучших игровых злодеев, предложил посетителям провести голосование и по его итогам составил аналогичный читательский рейтинг. Несмотря на то, что Керриган не вошла в десятку по мнению портала, его посетители поставили её на пятое место. В 2011 году Керриган заняла второе место в рейтинге «25 самых дьявольских злодеек видеоигр» по версии журнала Complex, в 2012 была включена в список «10 самых злых женщин в видеоиграх», где её назвали при этом «глубокой, ранимой и сложной натурой», а также заняла 16-е место в общем рейтинге «50 самых классных злодеев видеоигр всех времён». В 2012 году Сара Керриган заняла 23-е место в рейтинге «99 самых горячих вымышленных женщин» на сайте UGO и была включена в «топ-10 опасных женщин в видеоиграх», опубликованный на портале Cheat Code Central. В 2013 году, в преддверии выхода второй части трилогии пару «Сара Керриган + Джим Рейнор» Cheat Code Central включили в рейтинг «10 самых крутых парочек видеоигр» в честь дня всех влюблённых. Их отношения названы «одними из самых сложных в истории видеоигр».
После выхода StarCraft II: Heart of the Swarm Керриган заняла 20-е место в списке «100 лучших злодеев видеоигр» портала GamesRadar.

## Первичные источники
Игры
1. Blizzard Entertainment, StarCraft. Изд. Blizzard Entertainment. PC (1 апреля 1998).
  - Запись реплик и диалогов из игры на SC Legacy.
  - Хроника на официальном сайте StarCraft II.
2. Blizzard Entertainment, StarCraft: Brood War. Изд. Blizzard Entertainment. PC (30 ноября 1998).
  - Запись реплик и диалогов из игры на SC Legacy.
  - Хроника на официальном сайте StarCraft II.
3. Blizzard Entertainment, StarCraft II: Wings of Liberty. Изд. Activision Blizzard. PC (27 июля 2010).
4. Blizzard Entertainment, StarCraft II: Heart of the Swarm. Изд. Activision Blizzard. PC (12 марта 2013).

Редактор
1. StarCraft Campaign Editor

Книги
1. Underwood, Peter; Roper, Bill; Metzen, Chris; Vaughn, Jeffrey. StarCraft (manual). — Blizzard Entertainment, 1 апреля 1998.
2. Neilson, Micky. StarCraft: Uprising. — Simon & Schuster, 18 декабря 2000. — ISBN 978-0-7434-1898-0.
3. Grubb, Jeff. StarCraft: Liberty's Crusade. — Simon & Schuster, 1 марта 2001. — ISBN 978-0-671-04148-9.
4. Mesta, Gabriel. StarCraft: Shadow of the Xel'Naga. — Simon & Schuster, 1 июля 2001. — ISBN 978-0-671-04149-6.
5. Rosenburg, Aaron S. StarCraft: Queen of Blades. — Simon & Schuster, 1 июня 2006. — ISBN 978-0-7434-7133-6.
6. Golden, Christie. StarCraft: The Dark Templar Saga #2: Shadow Hunters. — Simon & Schuster, 27 ноября 2007. — ISBN 978-1-4165-8003-4.
7. Кристи Голден. Starcraft II: Точка возгорания = Starcraft II. Flashpoint. — M.: Эксмо, 2013. — 5000 экз. — ISBN 978-5-699-63176-6.